# Lê Thế Trung
Lê Thế Trung (1928–2018), là một tướng lĩnh Quân đội nhân dân Việt Nam, hàm Thiếu tướng, Giáo sư, Tiến sĩ Khoa học, Anh hùng lực lượng vũ trang nhân dân, Thầy thuốc Nhân dân, Huy hiệu 70 năm tuổi Đảng, nguyên là Giám đốc Học viện Quân y, Giám đốc sáng lập Viện bỏng Quốc gia Lê Hữu Trác, Viện trưởng Viện Quân y 103, Chủ tịch danh dự Hội Ghép tạng Việt Nam, Chủ tịch danh dự Hội Bỏng Việt Nam.

## Thân thế và sự nghiệp
Ông quê ở xã Lĩnh Nam, huyện Thanh Trì (nay là phường Lĩnh Nam, quận Hoàng Mai), thành phố Hà Nội, tham gia cách mạng ngày 15 tháng 8 năm 1945, tham gia khởi nghĩa giành lại Chính quyền tại Hà Nội.
- Tháng 4 năm 1946, ông nhập ngũ học lớp Y tá của Cục Quân y.
- Từ tháng 7 năm 1946 đến tháng 2 năm 1949, ông là Y tá Đại đội thuộc Trung đoàn 148 Sơn La.
- Từ tháng 3 năm 1949 đến tháng 2 năm 1951, ông học Trường Quân y sĩ Việt Bắc.
- Từ tháng 3 năm 1951 đến tháng 10 năm 1954, ông là Trưởng ban Quân y Trung đoàn 209, Sư đoàn 312.
- Từ tháng 10 năm 1955 đến tháng 2 năm 1956, ông là Chủ nhiệm Quân y Trung đoàn 254, 53, Sư đoàn 350.
- Từ tháng 3 năm 1956 đến tháng 4 năm 1957, ông học lớp  Y sỹ cao cấp Trường Sĩ quan Quân y.
- Từ tháng 5 năm 1957 đến tháng 11 năm 1958, ông là Phó Chủ nhiệm Quân y Quân khu Tây Bắc, Viện trưởng Viện Quân y 6.
- Từ tháng 12 năm 1958 đến tháng 7 năm 1961, ông là bác sĩ khoa ngoại dã chiến Viện Quân y 103
- Từ tháng 8 năm 1961 đến tháng 8 năm 1964, ông thực tập sinh tại Liên Xô.
- Từ tháng 9 năm 1964 đến tháng 7 năm 1965, ông là Chủ nhiệm Khoa ngoại Viện Quân y 103
- Từ tháng 8 năm 1965 đến tháng 2 năm 1966, ông công tác tại chiến trường Quân khu 5.
- Từ tháng 3 năm 1966 đến tháng 12 năm 1967, ông là Viện phó Viện Quân y 103
- Từ tháng 1 năm 1968 đến tháng 5 năm 1968, ông là Trưởng đoàn Quân y đi phục vụ chiến dịch Khe Sanh.
- Từ tháng 6 năm 1968 đến tháng 6 năm 1972, ông là Phó Viện trưởng Viện Quân y 103.
- Từ tháng 7 năm 1972 đến tháng 6 năm 1975, ông làm nghiên cứu sinh tại Liên Xô.
- Từ tháng 7 năm 1975 đến tháng 6 năm 1978, ông là Phó Viện trưởng Viện Quân y 103.
- Từ tháng 7 năm 1978 đến tháng 5 năm 1979, ông học tại Trường Nguyễn Ái Quốc
- Từ tháng 6 năm 1979 đến tháng 11 năm 1982, ông là Phó Viện trưởng Học viện Quân y, kiêm Viện trưởng Viện Quân y 103
- Từ tháng 11 năm 1984 đến tháng 2 năm 1986, ông thực tập sinh, làm tiến sĩ ở Liên Xô.
- Từ tháng 3 năm 1986 đến tháng 7 năm 1986, ông là  Phó Viện trưởng Học viện Quân y
- Từ tháng 8 năm 1986 đến tháng 5 năm 1988, ông là  Viện trưởng Học viện Quân y
- Từ tháng 8 năm 1991 đến năm 1995, ông là Giám đốc Học viện Quân y, kiêm Viện trưởng Viện Bỏng lê Hữu Trác, là người sáng lập Viện Bỏng Quốc gia
- Từ tháng 10 năm 1995 đến tháng 5 năm 2003, ông là Chuyên viên Học viện Quân y, Viện Bỏng lê Hữu Trác. Ông là chuyên viên, Chủ tịch Hội đồng ghép tạng, Hội đồng Y học thảm họa bỏng
- Tháng 6 năm 2003, ông được Nhà nước cho nghỉ hưu
- Thiếu tướng (1988).

## Thành tích
- Phó Giáo sư (1981), Giáo sư (1984), Tiến sĩ (1975 tại Liên Xô), Tiến sĩ Khoa học (1986 tại Liên Xô), Tiến sĩ Khoa học các nền Y học cổ truyền (Côlômbô) năm 1995. Ông được phong Thầy thuốc Nhân dân.
- Chủ tịch danh dự Hội Ghép tạng Việt Nam, Chủ tịch danh dự Hội Bỏng Việt Nam, nguyên Chủ tịch Hội đồng chuyên môn ghép tạng Việt Nam, Chủ tịch Hội đồng tư vấn y học thảm họa và bỏng Việt Nam, Chủ tịch Hội Ung thư Hà Nội, Phó Chủ tịch Hội Ngoại khoa Việt Nam, Phó Chủ tịch Hội Ung thư Việt Nam, Uỷ viên Hội đồng chính sách khoa học và công nghệ quốc gia.[2]
- Danh hiệu Anh hùng lực lượng vũ trang nhân dân (1978)
- Giải thưởng Hồ Chí Minh về Khoa học và công nghệ.
- Huân chương Quân công hạng nhì
- Huân chương Chiến thắng hạng hai
- Hai Huân chương Chiến công hạng nhất, hạng nhì
- Huân chương kháng chiến chống Mỹ hạng nhất
- Huân chương Chiến sĩ vẻ vang hạng nhất, nhì, ba
- Huy chương Quân kỳ Quyết thắng
- Huy hiệu 70 năm tuổi Đảng

## Gia đình
Ông có bốn người con:
- Con trai lớn là Lê Trung Hải, Thiếu tướng GS.TS, Nhà giáo ưu tú, Bác sĩ cao cấp, Phó Cục trưởng Cục Quân y, Bộ Quốc phòng; Chủ tịch Hội Gan mật Việt Nam. Phu nhân của GS Hải là Đại tá, PGS.TS, Thầy thuốc ưu tú, Bác sĩ cao cấp Phan Việt Nga, nguyên Chủ nhiệm Bộ môn – Khoa Nội Thần kinh, Bệnh viện Quân y 103, Học viện Quân y; Chủ tịch Hội Chống Động kinh Việt Nam.
- Con gái thứ là Lê Thị Hoa Dung là nhà giáo công tác trong ngành giáo dục, đồng thời có chồng là Nguyễn Ngọc Thảo, Đại tá ThS.BSCK1, Thầy thuốc ưu tú công tác tại Khoa Chấn thương chỉnh hình, Bệnh viện Quân y 103.
- Con trai thứ là Lê Trung Lân, Trung tá công tác trong ngành công an, đồng thời có vợ là Nguyễn Bích Liên, Đại tá BSCK2, Thầy thuốc ưu tú công tác ở Khoa Răng hàm mặt, Bệnh viện Quân y 103.
- Con trai út là Lê Trung Thắng, Đại tá, ThS, nguyên Phó Trưởng phòng Khoa học Quân sự, Học viện Quân y.

Gia đình của ông đã có 3 đời cùng học tập và cống hiến trong ngành Y. Trong 13 thành viên đã và đang công tác trong lực lượng vũ trang thì có đến 10 người là bác sĩ quân y.

## Đặc biệt
Trong lịch sử của Giải thưởng Hồ Chí Minh về Khoa học và công nghệ, đặc biệt có trường hợp gia đình của Thiếu tướng, GS.TSKH Lê Thế Trung có 3 cha con cùng được nhận giải thưởng cao quý này:
Thiếu tướng, GS.TSKH.TTND.AHLLVTND Lê Thế Trung, nguyên Giám đốc Học viện Quân y (Lĩnh vực Y dược – Đợt 3 – Cụm công trình ghép tạng – Đồng tác giả).
Thiếu tướng, GS.TS.BSCC.NGƯT Lê Trung Hải, Phó Cục trưởng Cục Quân y (Lĩnh vực Y dược – Đợt 3 – Cụm công trình ghép tạng – Đồng tác giả).
Đại tá, ThS Lê Trung Thắng, Phó Trưởng phòng Khoa học Quân sự, Học viện Quân y (Lĩnh vực Y dược – Đợt 4 – Nghiên cứu mô hình kết hợp quân dân y phục vụ chăm sóc sức khỏe bộ đội và nhân dân trong thời kỳ đổi mới – Đồng tác giả).